# Ізотопний підпис
Ізотопний підпис (або ізотопна сигнатура) — специфічне співвідношення нерадіоактивних «стабільних ізотопів» або відносно стабільних радіоактивних ізотопів або нестійких радіоактивних ізотопів певних хімічних елементів у досліджуваному матеріалі. Співвідношення ізотопів у зразку досліджують за допомогою ізотопної мас-спектрометрії.

## Стабільні ізотопи
Атомна маса різних ізотопів впливає на їхню кінетичну поведінка під час хімічних реакцій, що призводить до процесів їх розділення.

### Ізотопи вуглецю
Наприклад, різні джерела метану, що потрапляє в атмосферу, мають різне співвідношення ізотопів 12C і 13C, що дозволяє відрізняти внесок різних джерел метану за цим співвідношенням. у геохімії, палеокліматології і палеоокеанографії це відношення називається δ13C.
Аналогічно вуглець у карбонатах неорганічного походження характеризується низьким рівнем ізотопного фракціювання, тоді як вуглець у речовинах та матеріалах, пов'язаних у своєму походженні з фотосинтезом, збіднений важким ізотопом вуглецю порівняно з атмосферою. Крім того, у рослин існує кілька варіантів біохімічних шляхів фіксації вуглецю, фотосинтезу, що розрізняються за рівнем фракціювання ізотопів 12C і 13C. З одного боку, це C3-фотосинтез (цикл Кальвіна), за якого ефект розділення ізотопів є більш вираженим, з іншого — C4-фотосинтез (цикл Гетча — Слека — Карпилова), продукти якого багатші важчими атомами вуглецю 13C і CAM-фотосинтез (англ. Crassulaceae acid metabolism — кислотний метаболізм товстолистих), результати якого схожі, але менш виражені, ніж у C4-фотосинтетиків. Різні співвідношення ізотопів, характерні для основних двох типів фотосинтезувальних рослин, поширюються харчовим ланцюгом, і за допомогою ізотопного аналізу тканин і колагену кісток їх можна визначити, отримавши відповіді на питання, чи складався основний раціон людини або тварини переважно з C3-рослин (рис, пшениця, соєві боби, картопля) чи C4-рослин (кукурудза або яловичина, отримана в результаті відгодівлі корів кукурудзою). Так само, морські риби містять більше 13C, ніж прісноводні, порядок відмінностей схожий до такого в C4- й C3-фотосинтетиків відповідно.
Співвідношення ізотопів вуглецю 13C і 12C у цих видів рослин виглядає так:
- Рослини з C3-фотосинтезом: від -33 до -24 ‰
- Рослини з C4-фотосинтезом: від -16 до -10 ‰
- Рослини з CAM-фотосинтезом: від -20 до -10 ‰

Вапняки, що є морськими осадовими породами і утворюються за участю атмосферного вуглекислого газу, містять нормальну пропорцію 13C. З іншого боку кальцити, що містяться в соляних куполах, походять від діоксиду вуглецю, який виник під час окислення нафти, яка в силу свого біоорганічного походження збіднена на 13C.
Радіоактивний ізотоп 14C важливий для розрізнення біосинтезованих матеріалів від штучних. Біогенні хімічні речовини пов'язані своїм походженням з біосферним вуглецем, що містить 14C. Вуглець у штучно створених матеріалах, як правило, отриманий з викопних видів палива, таких як вугілля або нафта, де вміст спочатку присутнього 14C впав нижче від виявленого рівня. Отже, кількість 14C, наявна в зразку, вказує на частку вуглецю сучасного біогенного походження.

### Ізотопи азоту
Співвідношення 15N/14N має тенденцію до збільшення з підвищенням трофічного рівня в екологічній піраміді. Наприклад, травоїдні мають вищі значення вмісту ізотопу азоту 15N, ніж рослини, а хижаки мають вищі значення, ніж травоїдні. У залежності від досліджуваного типу тканини тварини співвідношення 15N/14N збільшується на 3-4 ‰ на кожному трофічному рівні. Низка інших екологічних і фізіологічних чинників також можуть впливати на ізотопний складу азоту в основі харчової мережі (в рослинах) або на рівні окремих тварин. Наприклад, у посушливих районах кругообіг азоту має до «більшої відкритості» і схильність до втрати азоту (14N, зокрема). Це призводить до відносно вищих значень δ15N в рослинах і тваринах у жарких і посушливих екосистемах, порівняно з прохолоднішими і вологими екосистемами.
Оскільки співвідношення 15N/14N збільшується на 3-4 ‰ на кожному трофічному рівні, тканини, зокрема волосся, веганів містять значно нижчий відсоток 15N, ніж органи людей, які їдять переважно м'ясо. Ізотопний аналіз волосся є важливим джерелом інформації для археологів, даючи підказки про давні харчові раціони. Харчові раціони, пов'язані з продуктами континентального походження, призводять до іншого ізотопного підпису ніж дієта, що складається з їжі морського походження. Це явище використовується під час аналізу культурних зв'язків стародавніх народів з різними джерелами харчування.
Співвідношення стабільних ізотопів азоту також служить діагностичним інструментом у планетології, оскільки це співвідношення, що виявляється в атмосферах планет і в речовині на їхніх поверхнях «тісно пов'язане з умовами, в яких утворюється речовина».

### Ізотопи кисню
Кисень існує в трьох варіантах, але 17O настільки рідкісний, що його дуже важко виявити (концентрації ~ 0,04 %). Співвідношення 18O/16O у воді, залежить від тривалості випаровування, якого зазнала дана маса води (18O важчий і, отже, з меншою ймовірністю випаровується). Оскільки швидкість випаровування від'ємно пов'язана з концентрацією розчинених солей і додатно з температурою, співвідношення 18O/16O демонструє кореляцію з комбінованим показником солоності і температури води. Таким чином багатовікові відклади черепашнику можуть служити джерелом даних щодо динаміки температури і солоності води в цьому районі, отриманих зі співвідношення ізотопів кисню в карбонаті кальцію черепашок.
Співвідношення ізотопів кисню в атмосфері передбачувано змінюється з порою року і географічним положенням; наприклад багаті 18O опади в Монтані та 18O-збіднені опади у Флорида-Кіс відрізняються на 2 %. Цю мінливість можна використати для визначення приблизного району географічного походження матеріалу. Таким чином можна визначити, наприклад, де був утворений зразок оксиду урану. При цьому слід брати до уваги швидкість обміну поверхневих ізотопів з навколишнім середовищем.

## Радіогенні ізотопи

### Ізотопи свинцю
Свинець має чотири стабільних ізотопи: 204Pb, 206Pb, 207Pb і 208Pb. Варіації в різних районах співвідношення уран/торій/свинець — причина широкої локально-специфічної мінливості ізотопного співвідношення свинцю характерного для різних географічних областей та пунктів. Свинець, який викидається в атмосферу внаслідок діяльності промисловості, має інший ізотопний склад ніж свинець у мінералах. Використання бензину зі свинцевими присадками призвело до поширення мікронних свинцево-багатих частинок в автомобільних вихлопних газах. Особливо в містах свинцеве забруднення антропогенного походження зустрічається значно частіше, ніж природне. Відмінності ізотопного складу в частинках свинцю, виявлених на об'єкті можна використати для приблизного визначення місця його походження.

## Радіоактивні ізотопи
Радіоактивні частинки, частинки радіоактивних опадів і радіоактивних відходів також відрізняються ізотопними підписами. Їхній радіонуклідний склад (а, отже, їхній вік і походження) можна визначити за допомогою мас-спектрометрії або гамма-спектрометрії. Наприклад, частинки, що утворилися внаслідок ядерного вибуху міститимуть виявлювані кількості 60Co і 152Eu. У викидах під час Чорнобильської аварії ці елементи були відсутні, але були 125Sb і 144Ce. Радіоактивне забруднення внаслідок підводних випробувань складатиметься переважно з опромінених морських солей. Співвідношення 152Eu/155Eu, 154Eu/155Eu 238Pu/239Pu також різні під час ядерних і термоядерних вибухів, що дозволяє ідентифікувати радіоактивні частинки невідомого походження.

## Застосування

### Криміналістика
З появою мас-спектрометрії стабільних ізотопів ізотопні підписи матеріалів знаходять все ширше застосування в криміналістиці. За допомогою цього методу можна з'ясувати походження тієї чи іншої подібної речовини або простежити шлях зразків від їх спільного джерела. Наприклад на ізотопні підписи рослин можуть певною мірою впливати умови зростання, зокрема наявність вологи і доступність поживних речовин. У разі синтетичних матеріалів, підпис перебуває під впливом умов, за яких протікала хімічна реакція. Профілювання за ізотопним підписом корисне в тих випадках, коли інші види профілювання, наприклад характеристика домішок, не є оптимальними. Для оцінення ізотопних підписів та ідентифікації невідомих джерел певних речовин зазвичай використовують електроніку в поєднанні зі сцинтиляційними детекторами. (один з прикладів — Ізотопний ідентифікатор — SAM 940 Defender)
Опубліковано дослідження, що яке продемонструвало можливість визначення походження звичайної коричневої пакувальної стрічки за допомогою аналізу вуглецевого, кисневого та водневого ізотопних підписів полімеру плівки, добавок і клею.
Вимірювання співвідношення ізотопів вуглецю можна використати для виявлення фальсифікації меду. Додавання цукру, виробленого з кукурудзи або цукрової тростини (рослин c C4-фотосинтезом) перекошує ізотопні співвідношення цукрів, що містяться в меді, але не впливає на ізотопні співвідношення білків; у чистому меді вуглецеві ізотопні співвідношення цукрів і білків повинні збігатися. Добавки можна виявити, починаючи від рівня 7 %.
Ядерні вибухи призводять до утворення 10Be внаслідок взаємодії швидких нейтронів з 13C в діоксиді вуглецю повітря. Це один з історичних індикаторів колишньої діяльності на ядерних полігонах.

### Походження Сонячної системи
Ізотопні сигнатури використовуються для вивчення походження речовини в Сонячній системі. Наприклад, співвідношення ізотопів кисню на Місяці, мабуть, в основному ідентичне земному. Співвідношення ізотопів кисню, які можна виміряти точно, дають унікальний ізотопний підпис для кожного тіла Сонячної системи. Відмінності в ізотопних підписах за киснем можуть служити індикатором походження речовини, що опинилася в космосі. Співвідношення ізотопів титану (50Ti/47Ti) на Місяці, мабуть, також близьке до земного (в межах 4 проміле). 2013 року опубліковано дослідження, в якому стверджувалося, що вода в місячній магмі за ізотопним складом «не відрізняється» від такої у вуглистих хондритах і майже така сама, як земна.